# Africa Champions Cup for women
L'Africa Champions Cup for women (in italiano Coppa dei Campioni d'Africa per donne) è una competizione africana per club di pallacanestro femminile.
È organizzata dalla FIBA Africa sin dal 1985. Vi si qualificano le squadre che hanno vinto il proprio campionato nazionale. Nel 2007 sei squadre partecipano alla fase finale in girone unico: Primeiro de Agosto, Interclube, Desportivo, ISPU, Nets, Lerotholi.

## Albo d'oro
| Stagione | Sede finali | Vincitore             | Secondo Posto         | Risultato     |
| -------- | ----------- | --------------------- | --------------------- | ------------- |
| 1985     | Dakar       | AS Bopp               | Stade d'Abidjan       | 66–49         |
| 1987     | Abidjan     | Tourbillon            | ONCPB                 | -             |
| 1989     | Kinshasa    | Tourbillon            | DUC                   | -             |
| 1991     | Maputo      | Maxaquence            | Tourbillon            | -             |
| 1993     | Dakar       | DUC                   | Maxaquene             | -             |
| 1995     | Tunisi      | Stade Tunisien        | AS Bopp               | 67-57 (38-32) |
| 1997     | Dakar       | DUC                   | Djoliba AC            | -             |
| 1999     | Dakar       | DUC                   | Djoliba AC            | -             |
| 2001     | Abidjan     | Académica de Maputo   | Primeiro de Agosto    | 64–60         |
| 2003     | Maputo      | First Bank            | Primeiro de Agosto    | 55–54         |
| 2005     | Bamako      | Djoliba AC            | Primeiro de Agosto    | 73–64         |
| 2006     | Libreville  | Primeiro de Agosto    | Ferroviário de Maputo | 84–76         |
| 2007     | Maputo      | Desportivo de Maputo  | Primeiro de Agosto    | 64–47         |
| 2008     | Nairobi     | Desportivo de Maputo  | Primeiro de Agosto    | 70–63         |
| 2009     | Cotonou     | First Bank            | Abidjan Basket Club   | 64–55         |
| 2010     | Biserta     | Interclube            | Desportivo de Maputo  | 67–63         |
| 2011     | Lagos       | Interclube            | First Bank            | 81–55         |
| 2012     | Abidjan     | Liga Muçulmana        | Interclube            | 53–43         |
| 2013     | Meknès      | Interclube            | Primeiro de Agosto    | 61–60         |
| 2014     | Sfax        | Interclube            | Primeiro de Agosto    | 75–74         |
| 2015     | Luanda      | Primeiro de Agosto    | Interclube            | 69-53         |
| 2016     | Maputo      | Interclube            | Ferroviário de Maputo | 67–49         |
| 2017     | Luanda      | Primeiro de Agosto    | Ferroviário de Maputo | 65–51         |
| 2018     | Maputo      | Ferroviário de Maputo | Interclube            | 59–56         |
| 2019     | Il Cairo    | Ferroviário de Maputo | Interclube            | 91–90 (OT)    |
| 2022     | Maputo      | Sporting Alexandria   | Costa do Sol          | 65–58         |
| 2023     |             |                       |                       |               |

## Palmarès
- 5 titoli: Interclube ( Angola)
- 3 titoli: DUC ( Senegal), Primeiro de Agosto ( Angola)
- 2 titoli:  Ferroviário de Maputo ( Mozambico), First Bank ( Nigeria), Desportivo de Maputo ( Mozambico) , Tourbillon ( RD del Congo),
- 1 titolo: Académica de Maputo ( Mozambico) , Alexandria Sporting Club ( Egitto) , AS Bopp ( Senegal),  Djoliba AC ( Mali), Liga Muçulmana ( Mozambico), Maxaquence ( Mozambico), Stade Tunisien ( Tunisia),